# Criolo
Kleber Cavalcante Gomes (São Paulo, 5 de setembro de 1975), mais conhecido sob o nome artístico de Criolo ou, anteriormente, Criolo Doido, é um cantor, rapper, compositor e ator brasileiro, um dos idealizadores da Rinha dos MCs e indicado ao Grammy Latino de 2019.

## Biografia

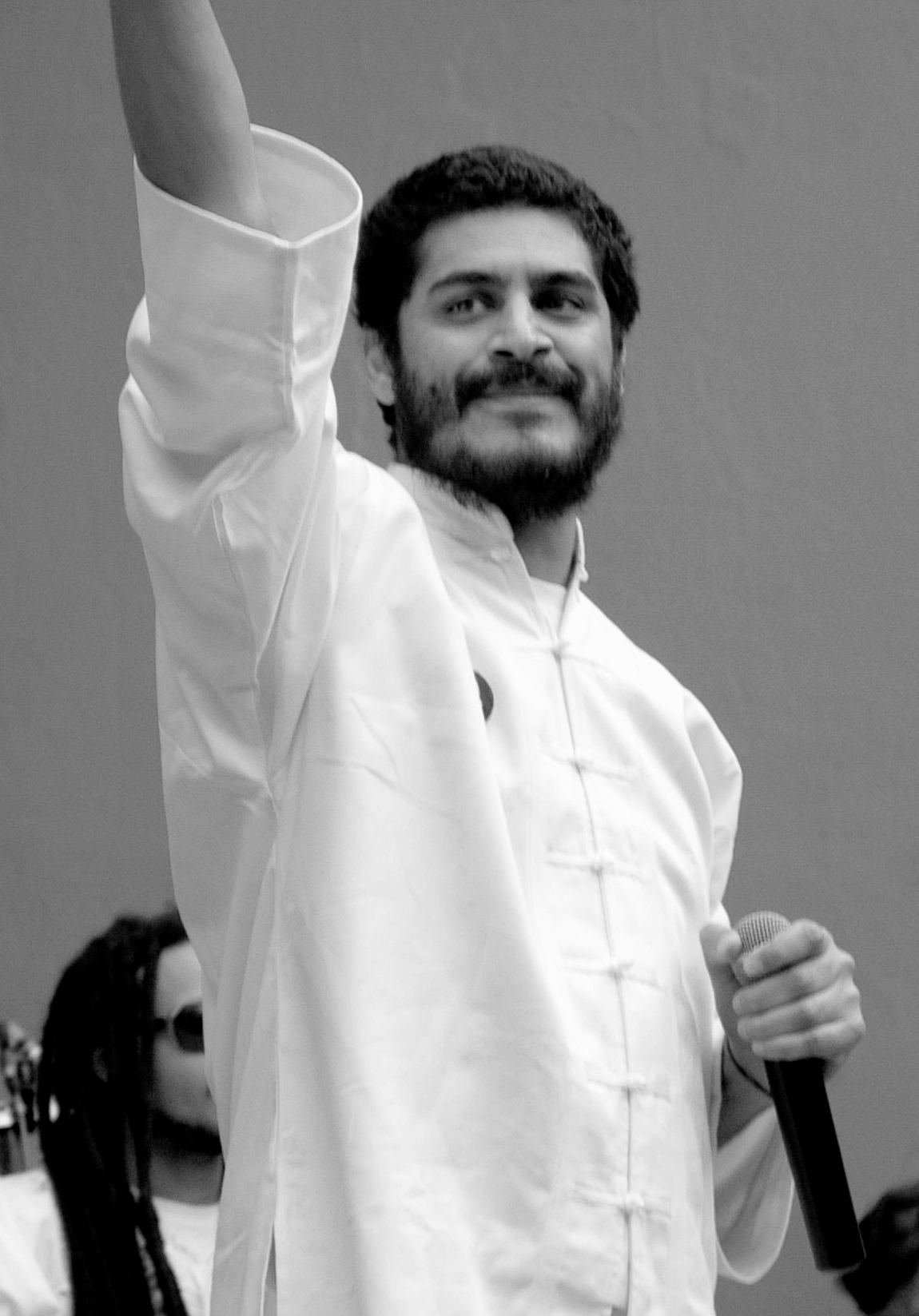
Criolo durante show em 2011.

Criolo é filho do ex-metalúrgico Cleon Gomes e da professora, filósofa e escritora Maria Vilani Cavalcante Gomes. Cleon e Maria Vilani migraram do Ceará para o Grajaú, bairro de periferia na zona sul de São Paulo, onde o cantor cresceu e reside até adulto. Por 12 anos, Criolo foi professor de artes em escolas.

### Carreira
Criolo aos 11 anos de idade começou a escrever rap influenciado por grupos como Racionais MC'S, Facção Central e RZO tambem começou a participar de disputas de rap em 1989, em 2004 começou a publicar gravações caseiras de suas músicas em sua página no Myspace. Em 2006, lançou seu primeiro álbum de estúdio, intitulado Ainda Há Tempo ainda utizando como seu nome artistico Criolo Doido mais tarde reduzindo para apenas Criolo, no mesmo ano fundou a Rinha dos MC's juntamente com Cassiano Sena e o DJ Dandan, existente até hoje. Ela abriga batalhas de freestyle, shows semanais, exposições de graffitti e fotografias. No ano seguinte, fez participação no Som Brasil Especial em homenagem a Vinícius de Moraes; e foi indicado ao Prêmio Hutúz em duas categorias: "Grupo ou Artista Solo" (que perdeu para GOG) e "Revelação" (vencido por U-Time). Em 2008, recebeu o prêmio "Música do Ano" e "Personalidade do Ano" na quarta edição do evento O Rap É Compromisso.
No ano seguinte, acabou sendo indicado novamente ao Prêmio Hutúz na categoria "Revelações da Década", mas não saiu vencedor. Participou dos filmes Profissão MC, de Alessandro Buzo e Tony Nogueira; e Luz nas Trevas – A Volta do Bandido da Luz Vermelha, de Helena Ignez, com Ney Matogrosso. Em 2009 gravou um DVD ao vivo, que foi colocado à venda em 2010, chamado Criolo Doido Live in SP. No fim do ano, Criolo lançou os singles "Grajauex" e "Subirusdoistiozin", gravadas em estúdio, com produção de Marcelo Cabral e Daniel Ganjaman. e com instrumentos como guitarra, baixo, piano e trompete, dando indícios de uma pequena modificação de seu estilo.
Ambas as faixas foram anunciadas como presentes no seu próximo álbum, através do show de lançamento realizado na Matilha Cultural. Poucos dias depois, o videoclipe de "Subirusdoistiozin" foi divulgado na internet, com mais de 6 minutos de duração. Em 2011 lançou seu segundo disco, Nó na Orelha, gratuitamente através da internet e mudou seu nome artístico para apenas "Criolo". No disco, o cantor diversificou os ritmos de rap com vários outros, como a samba-rock, afrobeat e reggae fusion. Este disco teve excelente recepção pela crítica (inclusive estrangeira), levando Criolo a participar do Altas Horas na Rede Globo e estar no topo dos trending topics do Twitter. Com o disco, Criolo foi um dos campeões de indicações ao Video Music Brasil 2011 da MTV, sendo indicado nas categorias Videoclipe do Ano, com "Subirusdoistiozin", Artista do Ano, Álbum do Ano, com Nó na Orelha (venceu), Música do Ano com "Não Existe Amor em SP" (venceu), e como Banda ou Artista Revelação (venceu). Ele também foi o primeiro confirmado a se apresentar ao vivo durante a premiação, onde cantou a canção "Não Existe Amor em SP" ao lado de Caetano Veloso.
No dia 29 de Outubro de 2014, o rapper lançou a primeira single do seu próximo álbum: Convoque Seu Buda. Em 2016, Criolo relança seu álbum de estreia, Ainda Há Tempo. Em abril de 2017, Criolo lançou a Revista Criolo como encarte de seu primeiro disco dedicado ao samba. Com dez canções inéditas, nove autorais, “Espiral de Ilusão” foi lançado nos formatos CD/vinil/digital, com ilustração de Elifas Andreato na capa. A turnê homônima passou por Porto Alegre, Rio de Janeiro, São Paulo e diversas capitais do país. O projeto rendeu a Criolo o prêmio como melhor cantor de samba no Prêmio da Música Brasileira de 2018.
Em 2018, Criolo se juntou a Mano Brown para uma turnê que passou por Belo Horizonte, São Paulo, Rio de Janeiro e Porto Alegre, com um repertório que reunia o melhor da carreira de cada um. A dupla também lançou uma coleção de moda comemorativa pela marca ÖUS na mesma época.

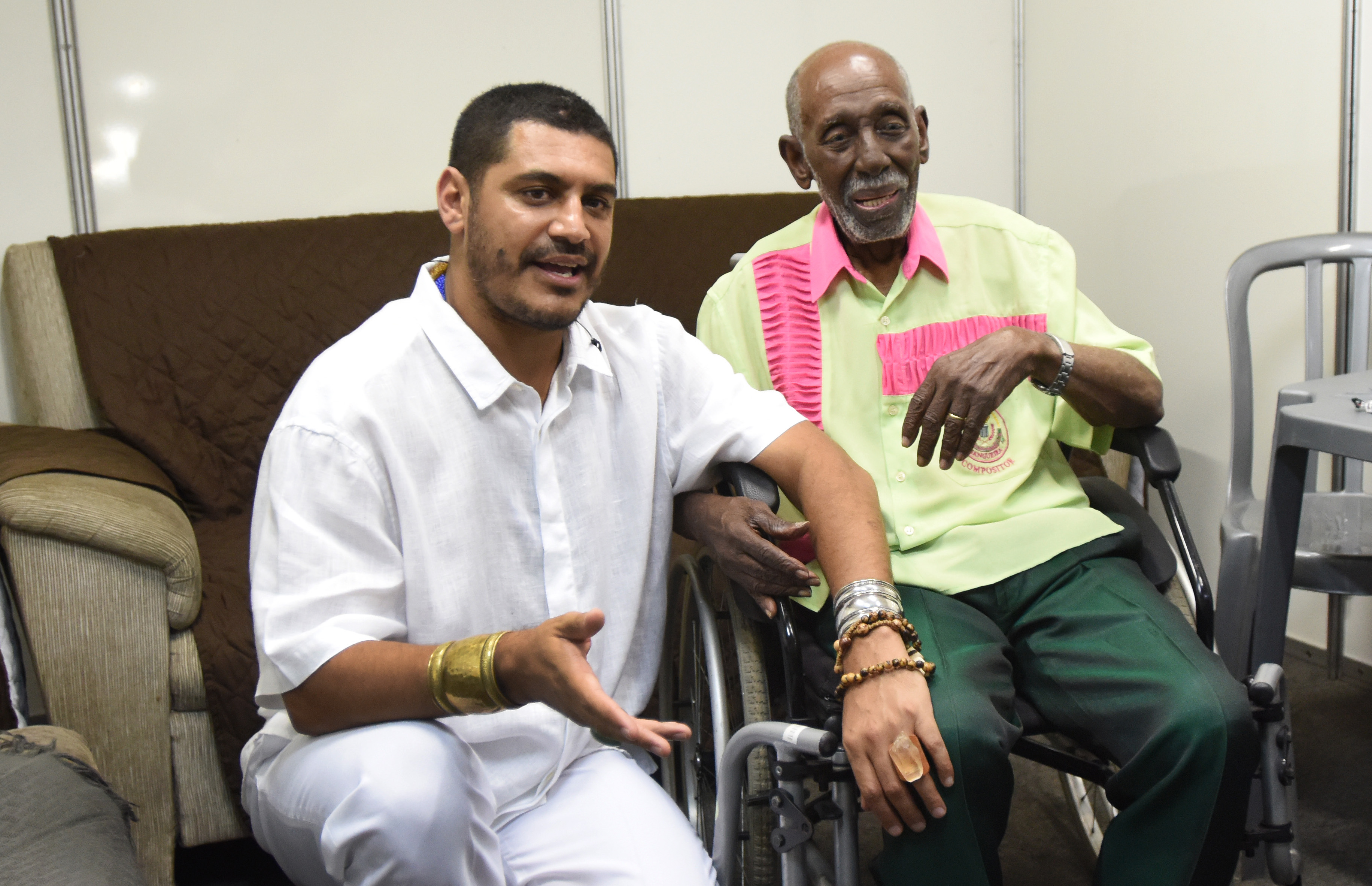
Orquestra Sinfônica Municipal de Campinas, Criolo e Nelson Sargento se apresentam na Concha Acústica (2019)

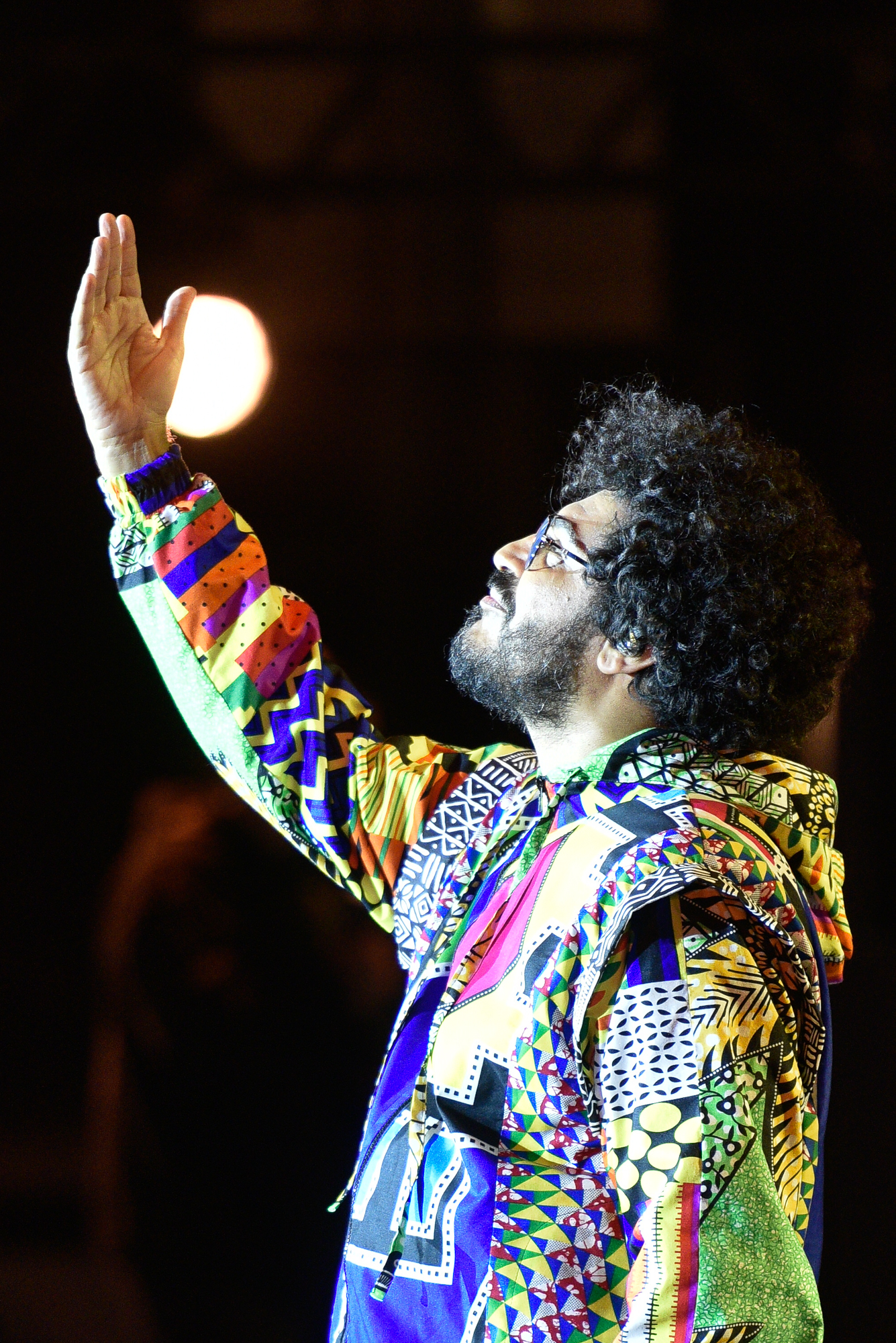
Celebração do Bicentenário da Independência do Brasil (2022)

Em 1o de outubro de 2018, o cantor lançou uma música inédita, “Boca de Lobo”, junto com um clipe cinematográfico que trouxe uma retrospectiva do ano e também uma reflexão politica sobre os acontecimentos mais recentes no Brasil. Dirigido por Denis Cisma e Pedro Inoue, com produção executiva de Beatriz Berjeaut e Kler Correa, o clipe foi indicado ao Grammy Latino 2019 como melhor vídeo em versão curta na categoria geral.
Em 14 de fevereiro de 2019, Criolo lança a música autoral “Etérea” acompanhada de um clipe protagonizado por performers de coletivos LGBTQIA+ brasileiros: ÁKIRA AVALANX (Coletivo House of Avalanx) D’AVILLA (PopPorn/Festa Dando) FEFA (Animalia) FLIP (Coletivo Amem) JUJU ZL (Batekoo) KIARA (Batekoo) TRANSÄLIEN (Marsha Trans e Coletividade Namíbia) ZAILA (House of Zion). Com direção de Gil Inoue e Gabriel Dietrich, o clipe, disponível no canal do YouTube do Criolo, também conta com um making of com depoimentos de cada participante. A direção criativa do projeto é de Tino Monetti, também diretor de comunicação de Criolo, e Pedro Inoue, também diretor de "Boca de Lobo". A faixa foi indicada ao Grammy Latino 2019 na categoria Melhor Canção em Português.

## Discografia
Álbuns de estúdio
- Ainda Há Tempo (2006)
- Nó na Orelha (2011)
- Convoque seu Buda (2014)
- Viva Tim Maia! (2015)
- Espiral de Ilusão[41] (2017)
- Sobre Viver (2022)

EPs
- Existe Amor (com Milton Nascimento) (2020)

Singles
- Povo Guerreiro (2018)
- Boca de Lobo (2018)
- Etérea (2019)
- Não Existe Amor em SP (com Milton Nascimento) (2020)
- Cais (com Milton Nascimento) (2020)
- Libélulas (com Priscila Tossan e Luccas Carlos) (2020)
- Sistema Obtuso (2020)
- Paula e Bebeto (com Gal Costa) (2021)
- Fellini (2021)
- Cleane (2021)

## Filmografia

### Cinema
| Ano  | Título                                              | Personagem             | Notas        |
| ---- | --------------------------------------------------- | ---------------------- | ------------ |
| 2009 | Profissão MC                                        | Ele mesmo              | Documentário |
| 2012 | Luz nas Trevas – A Volta do Bandido da Luz Vermelha | Junior                 |              |
| 2014 | Rio Encantado                                       | Ele mesmo              | Documentário |
| 2015 | Tudo que Aprendemos Juntos                          | Clayton                |              |
| 2015 | Jonas                                               | Dandão                 |              |
| 2018 | Chacrinha: O Velho Guerreiro                        | Calouro                |              |
| 2019 | O Juízo                                             | Couraça                |              |
| 2020 | Não Vamos Pagar Nada                                | Funcionário do mercado |              |

## Turnês
| Oficiais - Turnê Criolo Doido (2006–10) - Turnê Nó na Orelha (2011–14) - Turnê Convoque Seu Buda (2014–16) - Turnê Ainda Há Tempo (2016–17) - Turnê Espiral de Ilusão (2017) - Turnê Boca de Lobo (2019) | Colaborações - Turnê Criolo & Emicida (com Emicida) (2012–13) - Turnê Viva Tim Maia (com Ivete Sangalo) (2015) |

## Prêmios

### MTV Video Music Brasil
| Ano  | Categoria         | Indicação             | Resultado |
| ---- | ----------------- | --------------------- | --------- |
| 2011 | Videoclipe do Ano | Subirusdoistiozin     | Indicado  |
| 2011 | Artista do Ano    | Criolo                | Indicado  |
| 2011 | Álbum do Ano      | Nó na Orelha          | Venceu    |
| 2011 | Música do Ano     | Não Existe Amor em SP | Venceu    |
| 2011 | Artista Revelação | Criolo                | Venceu    |
| 2012 | Videoclipe do Ano | Mariô                 | Indicado  |
| 2012 | Artista Masculino | Criolo                | Venceu    |

### Prêmio Multishow
| Ano  | Categoria            | Indicação                          | Resultado |
| ---- | -------------------- | ---------------------------------- | --------- |
| 2011 | Prêmio Experimente   | Criolo                             | Venceu    |
| 2012 | Clipe do Ano         | Mariô                              | Indicado  |
| 2014 | Melhor Clipe         | Duas de Cinco + Cóccix-ência       | Indicado  |
| 2015 | Música Compartilhada | Convoque seu Buda                  | Indicado  |
| 2015 | Nova Canção          | Cartão de Visita (com Tulipa Ruiz) | Indicado  |

### Prêmio Contigo! MPB FM
| Ano  | Categoria                | Indicação             | Resultado |
| ---- | ------------------------ | --------------------- | --------- |
| 2012 | Melhor Álbum de Pop/Rock | Nó na Orelha          | Venceu    |
| 2012 | Melhor Cantor            | Criolo                | Indicado  |
| 2012 | Melhor Música            | Não Existe Amor em SP | Indicado  |

### Grammy Latino
| Ano  | Categoria                  | Indicação    | Resultado |
| ---- | -------------------------- | ------------ | --------- |
| 2019 | Melhor Vídeo Musical Curto | Boca De Lobo | Indicado  |
| 2019 | Melhor Canção em Português | Etérea       | Indicado  |